# Robert L. Stuart

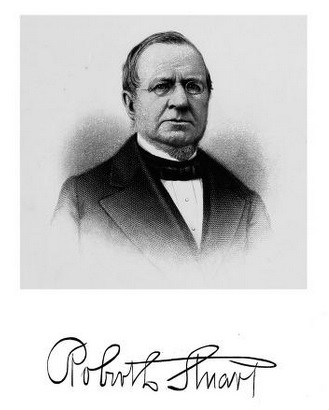
Porträt von Robert Leighton Stuart

Robert Leighton Stuart (* 21. Juli 1806 in New York City; † 12. Dezember 1882 ebenda) war ein amerikanischer Zuckerfabrikant, Sammler und Philanthrop schottischer Abstammung. Er war einer der Gründer des American Museum of Natural History in New York und dessen Präsident von 1872 bis 1881.

## Leben und Wirken
Robert L. Stuart war der älteste Sohn von Agnes und Kinloch Stuart, die im Jahr 1806 aus der schottischen Stadt Edinburgh in die Vereinigten Staaten eingewandert waren und sich in New York City niedergelassen hatten. Im Jahr 1832 übernahm Stuart zusammen mit seinem Bruder Alexander die Zuckerraffinerie seines Vaters, durch die er sich im Laufe der folgenden Jahrzehnte ein großes Vermögen erwirtschaftete.
Stuart und seine Ehefrau Mary McCrea, die Tochter eines Kaufmanns, die er im Jahr 1835 geheiratet hatte, spendeten zeitlebens großzügig für soziale und gemeinnützige Zwecke. Er besaß eine beeindruckende Bibliothek und eine große Sammlung von Büchern, Kunstobjekten, Steinen, Mineralien und archäologischen Objekten.
Im Jahr 1869 gehörte Stuart zu den Gründern des American Museum of Natural History in New York; im Jahr 1872 wurde er zum zweiten Präsidenten des Museums ernannt. Der Maler Daniel Huntington schuf großformatige Porträtgemälde von Stuart und seiner Ehefrau.
Robert L. Stuart starb im Dezember 1882 im Alter von 76 Jahren in New York. Sein Grab befindet sich auf dem Green-Wood Cemetery in Brooklyn.